# Campionato balcanico maschile di pallacanestro 1975
Il 17º Campionato Balcanico Maschile di Pallacanestro, si è disputato a Bucarest, in Romania, tra il 19 e il 21 settembre 1975.

## Risultati
|    | Nazionale  | G | V | P | PF  | PS  | Diff. |
| -- | ---------- | - | - | - | --- | --- | ----- |
| 1. | Jugoslavia | 3 | 3 | 0 | 284 | 232 | +52   |
| 2. | Romania    | 3 | 2 | 1 | 252 | 247 | +5    |
| 3. | Bulgaria   | 3 | 1 | 2 | 209 | 243 | -34   |
| 4. | Grecia     | 3 | 0 | 3 | 207 | 230 | -23   |

## Classifica finale
| -  | Paese      | Formazione |
| -- | ---------- | ---------- |
|    | Jugoslavia |            |
|    | Romania    |            |
|    | Bulgaria   |            |
| 4. | Grecia     |            |